# 長谷川幹樹
長谷川 幹樹（はせがわ ともき）は、日本の元俳優（子役）。

## 出演

### テレビドラマ
- 土曜劇場「白い巨塔」（1978年、フジテレビ）- 里見好彦 役
- ナショナル劇場「水戸黄門・9部」（1978年、TBS）- 庄吉 役
- 七人の刑事4 第56話（1979年、TBS）
- 西遊記 第13話（1979年、日本テレビ）
- 連続テレビ小説「おしん」 第10話・第11話（1983年、NHK）
- 大河ドラマ「武田信玄」（1988年、NHK）